# Monti del Wetterstein
I Monti del Wetterstein (in tedesco Wettersteingebirge) sono un gruppo montuoso delle Alpi Calcaree Nordtirolesi. Si trovano parte in Austria (Tirolo) e parte in Germania (Baviera).

## Classificazione

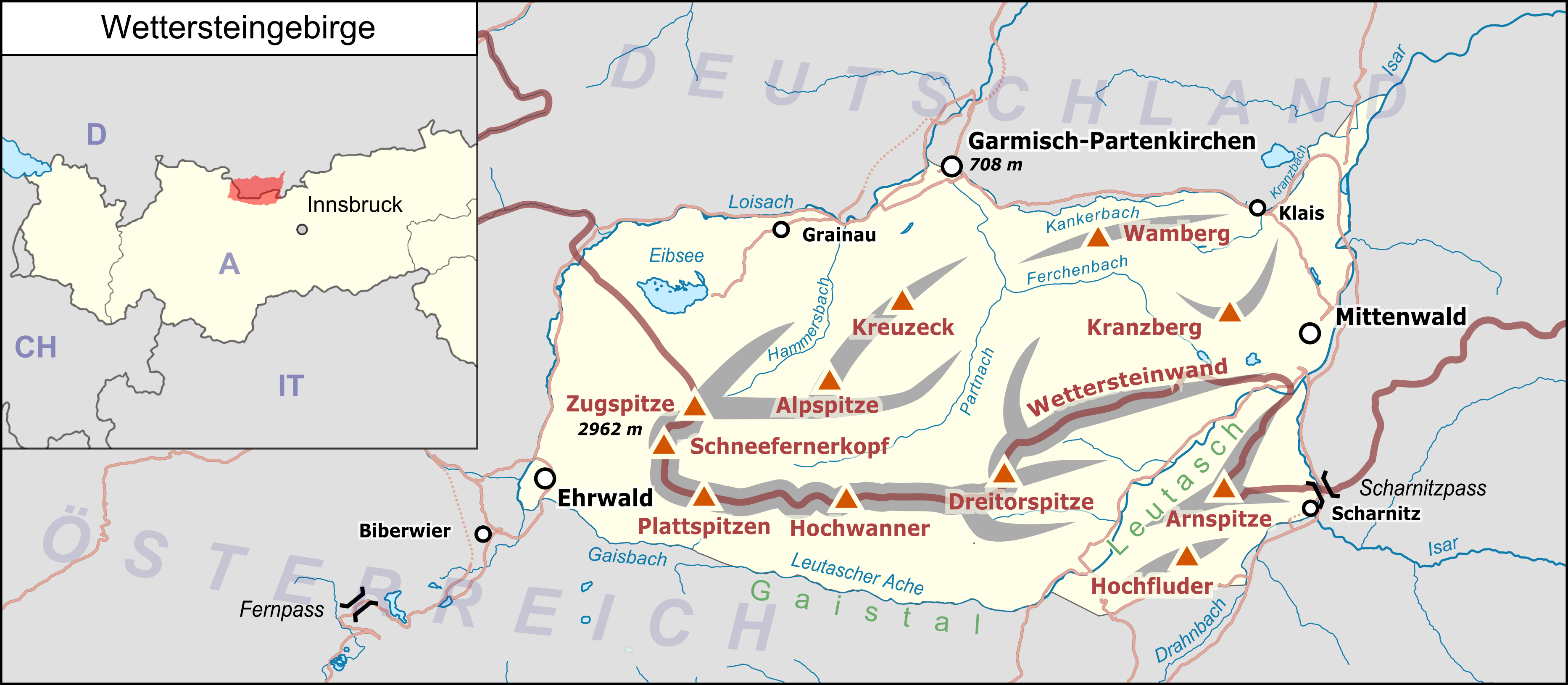
Cartina dettagliata del gruppo montuoso.

La SOIUSA li vede come un supergruppo alpino con la seguente classificazione:
- Grande parte = Alpi Orientali
- Grande settore = Alpi Nord-orientali
- Sezione = Alpi Calcaree Nordtirolesi
- Sottosezione = Monti di Mieming e del Wetterstein
- Supergruppo = Monti del Wetterstein
- Codice = II/B-21.III-B

L'AVE li vede uniti ai Monti di Mieming e formanti il gruppo n. 4 di 75 nelle Alpi Orientali.

## Suddivisione
La SOIUSA li suddivide in due gruppi ed otto sottogruppi:
- Catena dello Zugspitze (4)
  - Massiccio dello Zugspitze (4.a)
  - Massiccio del Riffelwand (4.b)
  - Massiccio del Waxenstein (4.c)
  - Massiccio del Blassen (4.d)
- Catena del Wetterstein (5)
  - Massiccio dell'Hochwanner (5.a)
  - Massiccio del Dreitorspitze (5.b)
  - Massiccio del Wettersteinwand (5.c)
  - Massiccio del Wamberg (5.d)

## Monti

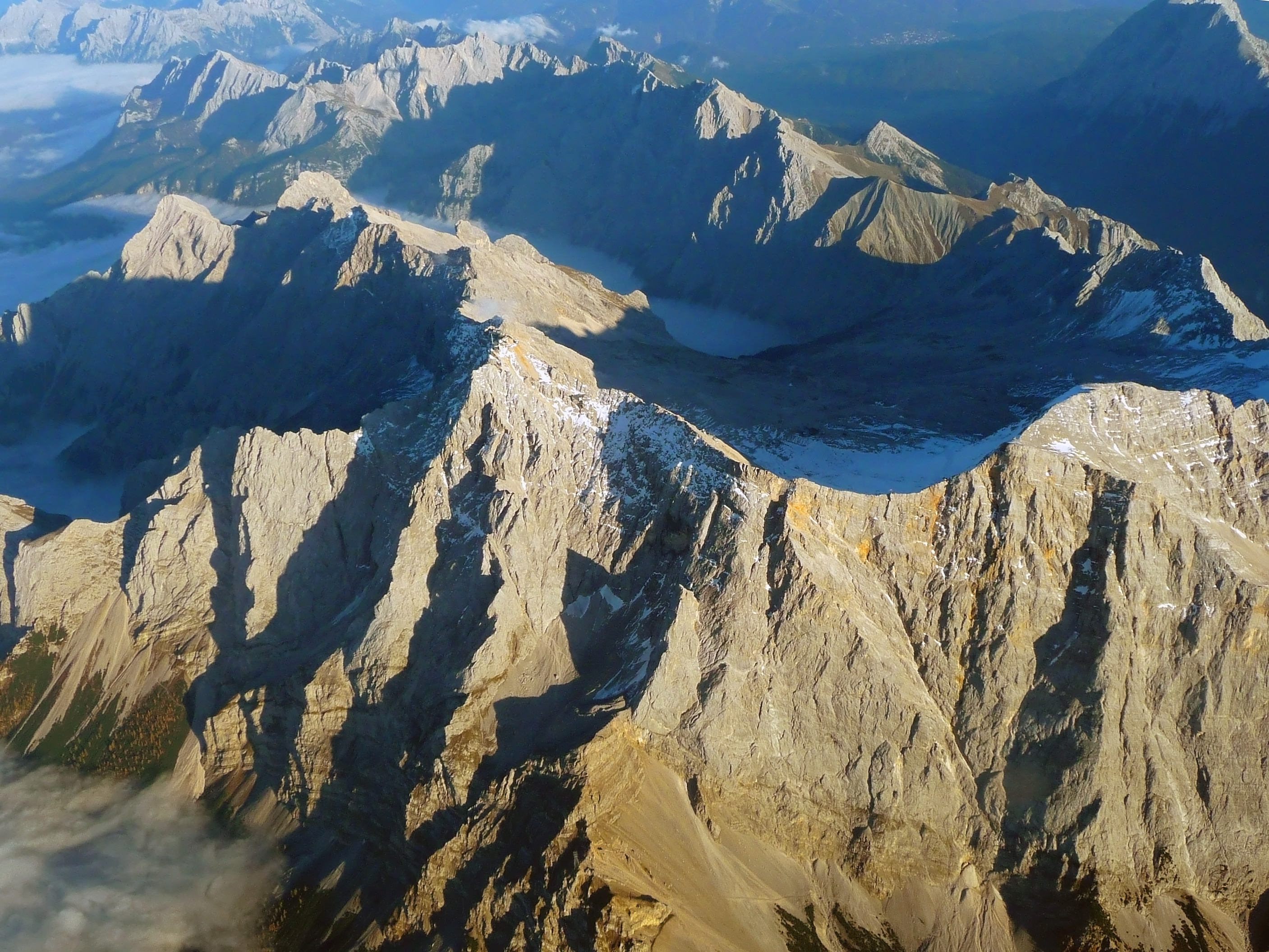
Zugspitze

Le montagne principali del gruppo sono:
- Zugspitze, 2962 m
- Schneefernerkopf, 2875 m
- Zugspitzeck, 2820 m
- Wetterspitze, 2750 m
- Hochwanner, 2746 m
- Höllentalspitze, 2745 m
- Hochblassen, 2706 m
- Dreitorspitze, 2682 m
- Alpspitze, 2629 m
- Schüsselkarspitze, 2538 m
- Oberreintalschrofen, 2522 m
- Öfelekopf, 2479 m
- Musterstein, 2478 m
- Scharnitzspitze, 2468 m
- Waxenstein, 2277 m
- Arnspitze, 2196 m
- Osterfelderkopf, 2050 m
- Schachen, 1866 m
- Hoher Kranzberg, 1391 m
- Eckbauer, 1239 m

## Rifugi

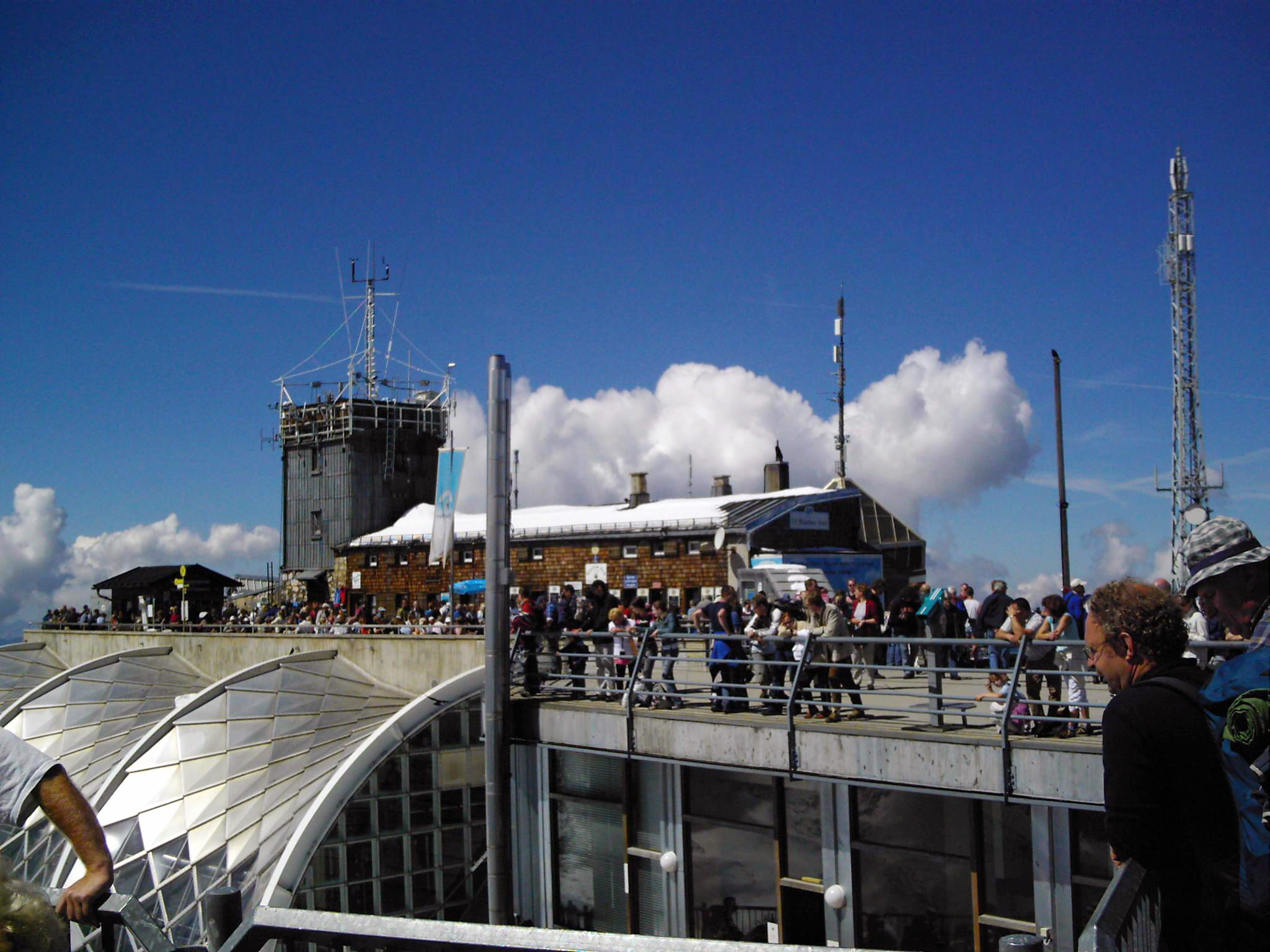
La Münchner Haus.

Il gruppo montuoso è dotato di diversi rifugi:
- Münchner Haus - 2.962 m
- Meilerhütte - 2.366 m
- Knorrhütte - 2.052 m
- Kreuzeckhaus - 1.652 m
- Höllentalangerhütte - 1.379 m
- Reintalangerhütte - 1.366 m